# Chasse au faucon en Algérie : la curée
Chasse au faucon en Algérie : la curée, est une peinture orientaliste d'Eugène Fromentin, conservée au musée d'Orsay.

## Description
Le tableau est signé en bas à droite : « Eug. Fromentin ». Il est haut de 1,62 m et large de 1,16 m.

## Réalisation et inspirations
Cette peinture a été réalisée au milieu de la carrière d'Eugène Fromentin. Il réalise plusieurs croquis préparatoires, dont une du cavalier figurant à droite du tableau, à la mine de plomb, avec de nombreux détails élégants et raffinés.
La chasse au faucon est probablement le thème artistique qui a le plus inspiré Fromentin pendant ses voyages en Algérie, car il en a tiré plusieurs tableaux. Le choix du sujet et l'utilisation des couleurs et de la lumière semblent influencés par les travaux d'Eugène Delacroix. L'influence de Jean-Auguste-Dominique Ingres se retrouve à travers la précision des dessins de chevaux et de chasseurs.
Le faucon tenu au poing à gauche sur ce tableau est repris par Fromentin dans une aquarelle postérieure.

## Accueil critique
C'est l'un des tableaux de Fromentin les plus diffusés et les plus célèbres,,. Il est réputé mettre en valeur toutes les qualités de l'artiste : l'harmonie du ton et la distinction de la tournure.

## Parcours du tableau
Chasse au faucon : la curée est exposé au Salon de peinture et de sculpture de 1863,,. Il est alors acquis par l'État français et envoyé au musée du Luxembourg. Le 10 août 1886, le tableau est transféré au musée du Louvre. Il est ensuite envoyé au musée des colonies en 1949, avant de réintégrer le Louvre en 1968. Dix ans plus tard, en 1978, il est envoyé au musée d'Orsay, où il se trouve encore de nos jours.